# マリオ・ゲッツェ
マリオ・ゲッツェ（Mario Götze, 1992年6月3日 - ）は、ドイツ・バイエルン州メミンゲン出身のサッカー選手。アイントラハト・フランクフルト所属。ドイツ代表。ポジションはMF。A代表には18歳で初招集されており、当時のドイツ最年少記録である。

## クラブ経歴

### ドルトムント

#### 2009-2012年
ドルトムントのユース出身で、8歳の時から所属していた。2009年11月21日、マインツ戦にヤクブ・ブワシュチコフスキとの交代で途中出場してプロデビューを果たした。2009-10シーズンのウィンターブレイクの間に、ユルゲン・クロップ監督はゲッツェをトップチームに昇格させた。2009-10シーズンは5試合に出場した。
2010-11シーズン、ドルトムントはバイエルンの支配構造が続いていた中で、その連覇を阻む歴史的なリーグ優勝を飾った。ゲッツェ自身は41試合に出場し8得点を挙げた。中心選手として活躍していた香川真司が怪我でチームを離脱して以降、クロップはゲッツェを重用し、リーグ戦で6ゴール15アシストを記録。2004-05シーズン以降のブンデスリーガにおいて、18歳の選手として最高の記録を残した。

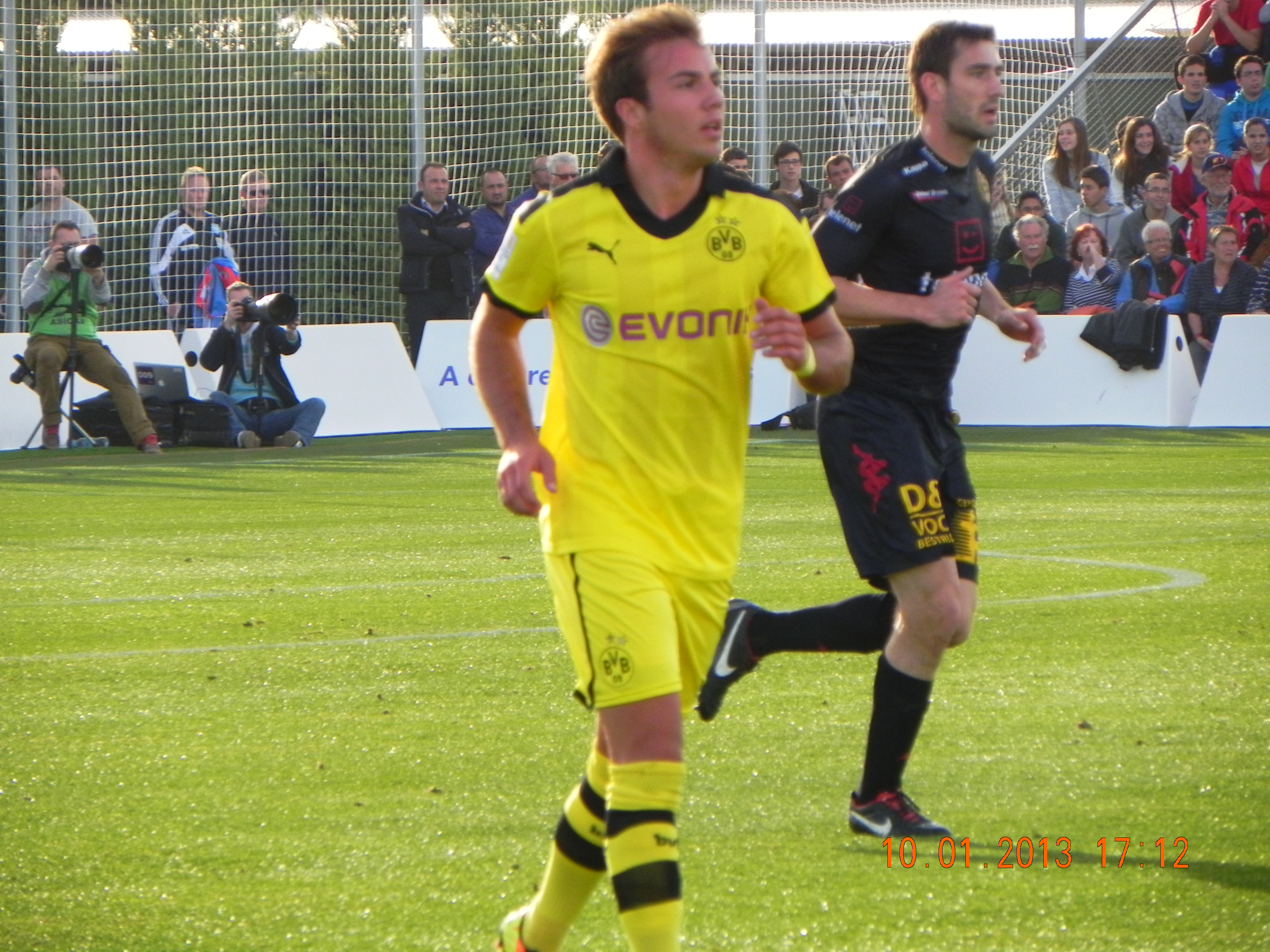
ドルトムントでのゲッツェ (2013年)

2011DFLスーパーカップのシャルケ04戦に出場したが、チームは敗れた。
2011年夏の移籍市場で、アーセナルからの4000万ユーロのオファーをドルトムント側が断った。2012年1月、股関節損傷と診断された。ゲッツェの股関節の軟骨は炎症を起こしていた。
2012年3月27日、ドルトムントと2016年までの新契約を締結した。この契約には3700万ユーロでの契約解除条項が設定されていた。ゲッツェは契約延長について「僕がドルトムントでどれだけ快適に感じているかみんなが知っている。クラブが復活を遂げたというにはまだ遠い。僕はこの発展の一部になりたい。」と話した。
2012年4月、負傷から復帰したが12日のシャルケ戦では出番はなかった。21日のボルシアMG戦で故障明け初出場を果たした。
2011-12シーズンも、ドルトムントはブンデスリーガを制した。ドルトムントの記録した勝点81はブンデスリーガの新記録(2024年現在もドルトムントの歴代最高記録)だった。またDFBポカール決勝のバイエルン・ミュンヘン戦は5-2で勝利し、DFBポカールのタイトルも獲得した。このシーズンは公式戦7得点を記録した。英紙『Squawka』は"21世紀最高”の攻撃ユニットランキングで香川真司、ゲッツェとレヴァンドフスキの3人を7位に選出した

#### 2012-13シーズン
シーズン初戦となったDFLスーパーカップのバイエルン戦は敗れた。2012-13シーズンのブンデスリーガ開幕戦のヴェルダー・ブレーメン戦で途中出場し、ゴールを挙げて勝利に貢献した。12月19日、DFBポカール3回戦のハノーファー戦でハットトリックを達成した。
2013年3月5日、チャンピオンズリーグ(CL)・ラウンド16のシャフタール・ドネツク戦2ndレグで1ゴール1アシストを記録して、チームは3-2で勝利し、2戦合計5-2で準々決勝進出を決めた。15年ぶりにドルトムントは準々決勝に進出した。準決勝のレアル・マドリード戦2ndレグで太ももを負傷し途中交代した。チームは0-2で敗れたが、2戦合計4-3でレアル・マドリードを下して決勝に進出した。ウェンブリー・スタジアムで行われたバイエルン・ミュンヘンとの決勝戦は欠場した。
ドルトムントでの最後のシーズンとなったこのシーズン、ドイツ代表からのチームメイトで新加入のマルコ・ロイスと強力な攻撃陣を形成した。ゲッツェは公式戦で16ゴールを挙げた。

### バイエルン・ミュンヘン
2013年4月23日、バイエルン・ミュンヘンが3700万ユーロでの契約解除条項を行使し、ゲッツェが7月1日に加入することを発表した。この移籍によってドイツ人選手の移籍金の最高額を更新した。クロップ監督はこのバイエルン移籍の理由を、ゲッツェがジョゼップ・グアルディオラの下でプレーすることを望んだためだと語った。この移籍発表が、CLのレアル・マドリード戦の36時間前だったため、この発表のタイミングに不快感をあらわにした。後にクロップ監督は「ゲッツェはグアルディオラのお気に入りだ。」と主張して、ドルトムントに残留するように説得する機会が無かったと述べた。この移籍は単にライバル間の移籍だけでなく、ゲッツェはバイエルン州出身とはいえドルトムントユース育ちでもあったため、ドルトムントサポーターはこの移籍を「裏切り」ととらえ激しい怒りを買った。背番号はドイツ代表で着ていた番号と同じ19番である。7月に行われたバイエルン・ミュンヘン入団の記者会見の席上で、バイエルンのスポンサーであるアディダスのライバルであるナイキのTシャツを着用して出席する失態を演じた。同様の行為を行ったマリオ・ゴメス、ヤン・キルヒホフと共に後日バイエルンより罰金の処分を受けた。

#### 2013-14シーズン

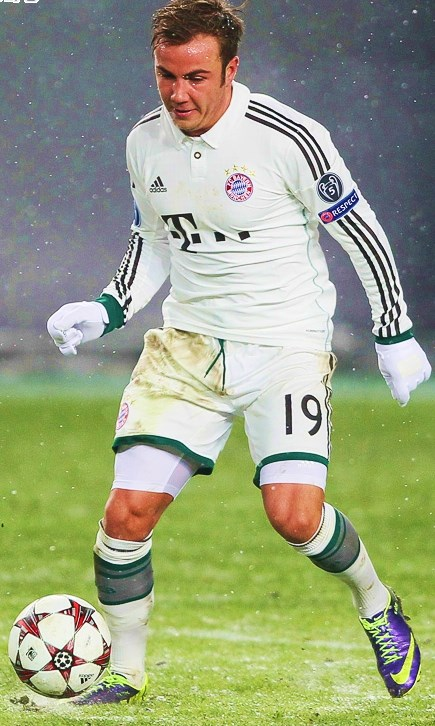
バイエルンでプレーするゲッツェ (2013年)

2013年8月11日、ジェールETO FCとの親善試合で、60分からミッチェル・ヴァイザーとの交代で出場しバイエルンデビューを果たした。この試合で、ゲッツェは2得点を記録して4-1での勝利に貢献。8月24日、1.FCニュルンベルク戦で移籍後初のリーグ戦出場となった。10月19日、マインツ戦に途中出場すると、1点ビハインドの状況から2つのゴールをアシストし、4-1での逆転勝利を演出した。
10月23日、チャンピオンズリーグのヴィクトリア・プルゼニ戦で移籍後初ゴールを挙げた。同じ試合でバスティアン・シュヴァインシュタイガーのゴールをアシストしている。10月26日、ヘルタ・ベルリン戦にトニ・クロースとの交代で途中出場し、バイエルンでのリーグ戦初ゴールを挙げた。11月23日、古巣ドルトムント戦に途中出場し、66分にトーマス・ミュラーのパスからアウトサイドでゴールをきめて、古巣のドルトムントから勝越し弾を上げた。この時、古巣への敬意から自らのゴールを祝う事は無かった。11月27日、チャンピオンズリーグのCSKAモスクワ戦でその試合2点目のゴールを挙げて3-1で勝利した。12月7日、ブレーメン戦では、ミュラーのゴールをアシストし、自身も試合終盤にゴールを挙げて7-0での大勝に貢献した。12月17日、FIFAクラブワールドカップ・準決勝の広州恒大戦では47分にゴールを挙げ、チームは3-0で広州恒大を下して決勝に進出し、決勝のラジャ・カサブランカ戦では80分から途中出場して、チームは2-0で優勝した。
2014年3月25日、ヘルタ・ベルリン戦に3-1で勝利し、バイエルンはリーグ優勝を決めた。5月13日、ハンブルガーSV戦では2得点を挙げ、アシストも記録する活躍を見せた。5月17日、DFBポカール決勝のドルトムント戦では延長戦にもつれ込む中フル出場を果たして2-0で勝利を挙げ、チームはシーズン2冠を果たした。このバイエルンでの初めてのシーズンは、成功とフラストレーションの入り混じるシーズンとなり、公式戦で15得点を記録した。

#### 2014-15シーズン

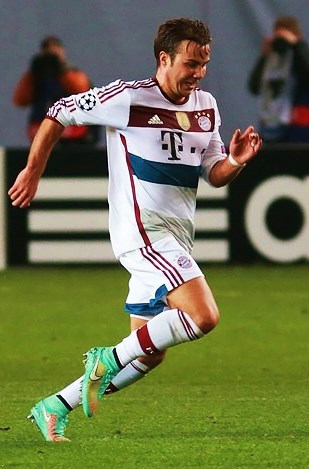
ゲッツェ (2014年)

2014年8月13日、DFLスーパーカップのドルトムント戦でシーズンをスタートさせたが、この試合は0-2で敗れた。8月17日、DFBポカール1回戦のSCプロイセン・ミュンスター戦でシーズン初ゴールを挙げた。8月22日、VfLヴォルフスブルクとのブンデスリーガ開幕戦では、62分までプレーした。9月23日、SCパーダーボルン戦で2ゴールを挙げた。
10月18日、ブレーメン戦で再び2ゴールを挙げる活躍を見せた。10月28日、FIFAバロンドールの23名の候補者が発表され、ゲッツェは候補者に選ばれた。11月22日、ホッフェンハイム戦ではロングシュートを決めて、その週のリーグ最優秀ゴールに選ばれた。2015年2月14日、ハンブルガーSV戦でこのシーズン3度目の1試合2得点を記録した。
4月28日、DFBポカール準決勝のドルトムント戦で、PK戦でPKを失敗した1人となりバイエルンは敗退した。5月に、ベッケンバウアーはゲッツェのパフォーマンスの悪さやプレーに対する決意に欠如を指摘し批判した。その後、チームメイトのアリエン・ロッベンは、批判的な意見に対してゲッツェを擁護した。「選手として一定の経験をする必要がある。」「特定の状況に対してどのように対処するかという事は、選手として強くする。批評はあなたの成長にとって良い事だ。あなたはこの状況を戦う必要がある。」と述べた。このシーズンは、公式戦48試合で15ゴールを挙げた。

#### 2015-16シーズン
2015年8月1日、DFLスーパーカップのヴォルフスブルク戦で84分から途中出場した。8月9日、DFBポカールのFCネッティンゲン戦でゴールを挙げた。9月16日、チャンピオンズリーグのオリンピアコス戦では、79分から途中出場しチーム2点目のゴールを挙げた。試合後、グアルディオラ監督はゲッツェのパフォーマンスを称賛した。
9月22日、ヴォルフスブルク戦でアシストを記録し、チームは5-1で勝利した。9月29日、ディナモ・ザグレブ戦にフル出場しゴールを挙げた。10月4日、古巣ドルトムント戦でアシストを記録して勝利に貢献した 。このシーズン公式戦21試合に出場し6ゴールを挙げるに留まった。シーズン途中にはドルトムント時代の監督であるクロップが率いるリヴァプールFCからオファーを受けたが、移籍しない決断をした。

### ドルトムント復帰
2016年7月21日、バイエルンからドルトムントに移籍金2600万ユーロで、さらにボーナスをつける待遇で完全移籍で復帰することを発表した。2017年2月27日、内科医による精密検査の結果、代謝異常が発覚し、無期限のチーム離脱が発表された。
2017-18シーズンはリーグ戦23試合に出場するも、わずか2得点に終わり待遇に見合った働きをすることができず、同時に2018 FIFAワールドカップの予備登録メンバーへの選考も見送られた。
2018-19シーズンにリュシアン・ファーヴルが監督に就任すると、それまでトップ下にいた香川真司から定位置を奪うことに成功する。新たに0トップのセンターフォワードとしての役割も命じられ、26試合に出場7得点という結果を残した。しかし翌2019-20シーズンは一転、序盤は出場機会を得るも、2020年1月にアーリング・ハーランドを補強したことで定位置を奪われた。以降はベンチが定位置になり、契約満了で同年6月30日付でドルトムントを退団した。

### PSV
2020年10月6日、PSVアイントホーフェンへ2022年6月までの2年契約で完全移籍した。初のドイツ国外への移籍となった。10月18日、PECズヴォレ戦でデビューを果たすと移籍後初ゴールを挙げて勝利に貢献した。2020-21シーズンは、負傷離脱した時期もあったものの公式戦25試合に出場し6得点7アシストの活躍をみせた。
2021年9月5日、PSVと2024年までの契約延長に合意した。2021-22シーズン、KNVBカップ優勝を果たした。年間トータル52試合12ゴール11アシストと好調を維持し、ACミランが興味を示していると報じられた。

### フランクフルト
2022年6月21日、アイントラハト・フランクフルトと3年契約を締結したことが発表された。

## 代表経歴

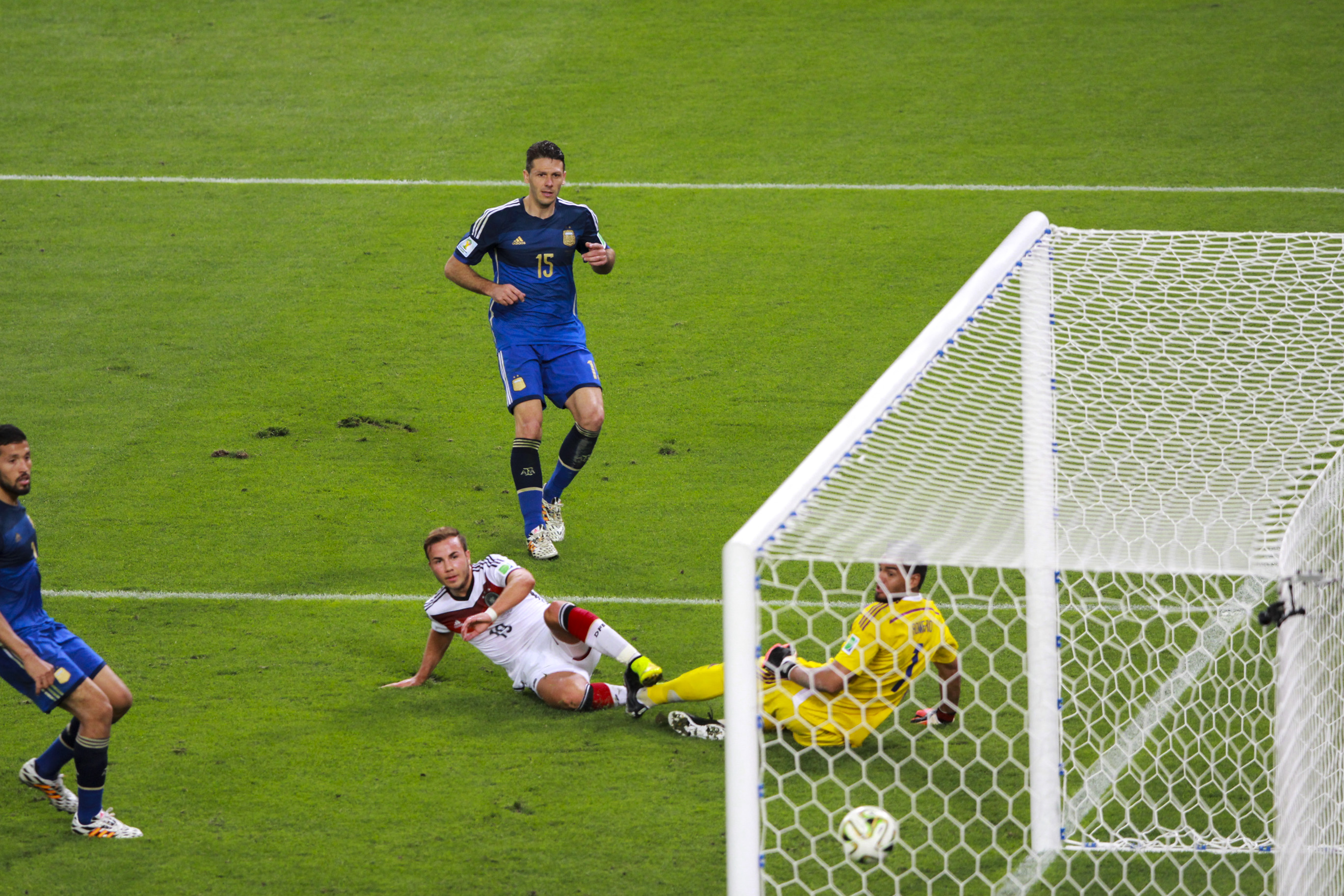
2014 FIFAワールドカップ・決勝、アルゼンチン戦での決勝ゴール (2014年7月13日 エスタジオ・ド・マラカナン)

各年代の代表を経験し、U-17代表ではUEFA U-17欧州選手権の優勝に貢献し、FIFA U-17ワールドカップでは、チームトップの3ゴールを記録した。
2010年11月17日に行われたスウェーデン代表戦で初めてA代表に招集され、その試合でチームメイトのケヴィン・グロスクロイツと78分から交代で出場し、ウーヴェ・ゼーラー以来となる18歳の若さでA代表デビューを果たした選手となった。また、この試合に出場したアンドレ・シュールレともに、東西統一後のドイツで生まれた選手として初めてドイツ代表でプレーした選手となった。
2011年8月10日、ブラジルとの親善試合で代表初得点を挙げた。2012年、欧州選手権のメンバーに選出されたが、準々決勝のギリシャ戦に途中出場したのみに終わった。
2014年、ワールドカップブラジル大会に出場、グループリーグのガーナ戦で1得点を挙げ、7月13日にリオデジャネイロ・マラカナンで行われた2014 FIFAワールドカップ・決勝のアルゼンチン代表戦で、途中出場のゲッツェは、0-0のまま迎えた113分に左サイドから上がったアンドレ・シュールレのクロスボールにトラップをして左足で押し込み決勝点を挙げ、ドイツ代表を6大会ぶり4度目の優勝、ドイツ再統一（東西統一）後は初めてのタイトル獲得に貢献した。2016年、欧州選手権のメンバーに選出され、4試合に出場した。
2022年11月10日、カタールワールドカップのドイツ代表メンバーに選出され、2017年11月14日のフランス戦以来、約5年ぶりとなる代表復帰を果たした。

## 人物
- ドイツサッカー連盟のスポーツディレクターを務めるマティアス・ザマーは、「これまで見てきた選手の中でも最高の逸材」と、評している[87][88]。
- 実弟のフェリックス・ゲッツェもプロのサッカー選手であり、ロートヴァイス・エッセンに所属している[89]。
- 2017年5月、ESPNは世界で最も有名なアスリート100人を発表し、81位に選出された。サッカー選手としては32位[90]。

## 個人成績
2021年6月11日時点
| 所属クラブ             | シーズン | 背番号 | リーグ戦 | リーグ戦 | リーグ戦 | カップ戦 | カップ戦 | カップ戦 | UEFA主催 | UEFA主催 | UEFA主催 | シーズン通算成績 | シーズン通算成績 | シーズン通算成績 |
| 所属クラブ             | シーズン | 背番号 | 出場     | 得点     | アシスト | 出場     | 得点     | アシスト | 出場     | 得点     | アシスト | 出場             | 得点             | アシスト         |
| ---------------------- | -------- | ------ | -------- | -------- | -------- | -------- | -------- | -------- | -------- | -------- | -------- | ---------------- | ---------------- | ---------------- |
| ボルシア・ドルトムント | 2009-10  | 31     | 5        | 0        | 0        | –        | –        | –        | –        | –        | –        | 5                | 0                | 0                |
| ボルシア・ドルトムント | 2010-11  | 31     | 33       | 6        | 15       | 2        | 0        | 0        | 6        | 2        | 0        | 41               | 8                | 15               |
| ボルシア・ドルトムント | 2011-12  | 11     | 17       | 6        | 5        | 2        | 1        | 1        | 6        | 0        | 2        | 25               | 7                | 8                |
| ボルシア・ドルトムント | 2012-13  | 10     | 28       | 10       | 8        | 5        | 4        | 0        | 9        | 2        | 5        | 42               | 16               | 13               |
| バイエルン・ミュンヘン | 2013-14  | 19     | 27       | 10       | 9        | 4        | 1        | 3        | 11       | 3        | 1        | 42               | 14               | 13               |
| バイエルン・ミュンヘン | 2014-15  | 19     | 32       | 9        | 2        | 4        | 2        | 0        | 11       | 4        | 1        | 47               | 15               | 3                |
| バイエルン・ミュンヘン | 2015-16  | 19     | 14       | 3        | -        | 2        | 1        | -        | 4        | 2        | -        | 20               | 6                | -                |
| ボルシア・ドルトムント | 2016-17  | 10     | 3        | 0        | -        | 0        | 0        | 0        | 1        | 1        | -        | 4                | 1                | -                |
| ボルシア・ドルトムント | 2017-18  | 10     | 23       | 2        | 3        | 0        | 0        | 0        | 9        | 0        | 3        | 32               | 2                | 6                |
| ボルシア・ドルトムント | 2018-19  | 10     | 26       | 7        | 8        | 2        | 0        | 0        | 6        | 0        | -        | 34               | 7                | 8                |
| ボルシア・ドルトムント | 2019-20  | 10     | 15       | 3        | 0        | 2        | 0        | 0        | 4        | 0        | 1        | 21               | 3                | 1                |
| PSVアイントホーフェン  | 2020-21  | 27     | 18       | 5        | 6        | 1        | 0        | 1        | 7        | 1        | 0        | 26               | 6                | 7                |
| 合計                   | 合計     | 合計   | 241      | 61       | 56       | 24       | 9        | 5        | 74       | 15       | 13       | 339              | 85               | 74               |

## 代表歴

### 出場大会
- U-17ドイツ代表
  - UEFA U-17欧州選手権（優勝）
  - FIFA U-17ワールドカップ（ベスト16）
- ドイツ代表
  - 2012年 - UEFA EURO 2012（ベスト4）
  - 2014年 - 2014 FIFAワールドカップ（優勝）
  - 2016年 - UEFA EURO 2016（ベスト4）
  - 2022年 - 2022 FIFAワールドカップ（グループリーグ敗退）

### 試合数
- 国際Aマッチ 66試合 17得点（2010年 - ）[91]

| ドイツ代表 | 国際Aマッチ | 国際Aマッチ |
| 年         | 出場        | 得点        |
| ---------- | ----------- | ----------- |
| 2010       | 1           | 0           |
| 2011       | 11          | 2           |
| 2012       | 8           | 1           |
| 2013       | 6           | 3           |
| 2014       | 15          | 7           |
| 2015       | 7           | 3           |
| 2016       | 14          | 1           |
| 2017       | 1           | 0           |
| 2018       | 0           | 0           |
| 2019       | 0           | 0           |
| 2020       | 0           | 0           |
| 2021       | 0           | 0           |
| 2022       | 2           | 0           |
| 2023       | 1           | 0           |
| 通算       | 66          | 17          |

### 得点
| #   | 開催年月日     | 開催地                                               | 対戦国         | スコア | 結果 | 試合概要                      |
| --- | -------------- | ---------------------------------------------------- | -------------- | ------ | ---- | ----------------------------- |
| 1.  | 2011年8月10日  | シュトゥットガルト、メルセデス・ベンツ・アレーナ     | ブラジル       | 2–0    | 3–2  | 親善試合                      |
| 2.  | 2011年9月2日   | ゲルゼンキルヒェン、フェルティンス・アレーナ         | オーストリア   | 6–2    | 6–2  | UEFA EURO 2012予選            |
| 3   | 2012年9月7日   | ハノーファー、ニーダーザクセンシュタディオン         | フェロー諸島   | 1–0    | 3–0  | 2014 FIFAワールドカップ予選   |
| 4.  | 2013年3月22日  | アスタナ、アスタナ・アリーナ                         | カザフスタン   | 0–2    | 0–3  | 2014 FIFAワールドカップ予選   |
| 5.  | 2013年3月26日  | ニュルンベルク、フランケンシュタディオン             | カザフスタン   | 2–0    | 4–1  | 2014 FIFAワールドカップ予選   |
| 6.  | 2013年10月15日 | ソルナ、フレンズ・アレーナ                           | スウェーデン   | 2–2    | 3–5  | 2014 FIFAワールドカップ予選   |
| 7.  | 2014年3月5日   | シュトゥットガルト、メルセデス・ベンツ・アレーナ     | チリ           | 1–0    | 1–0  | 親善試合                      |
| 8.  | 2014年6月6日   | マインツ、コファス・アレーナ                         | アルメニア     | 5–1    | 6–1  | 親善試合                      |
| 9.  | 2014年6月6日   | マインツ、コファス・アレーナ                         | アルメニア     | 6–1    | 6–1  | 親善試合                      |
| 10. | 2014年6月21日  | フォルタレザ、カステロン                             | ガーナ         | 1–0    | 2–2  | 2014 FIFAワールドカップ       |
| 11. | 2014年7月13日  | リオデジャネイロ、マラカナン                         | アルゼンチン   | 1–0    | 1–0  | 2014 FIFAワールドカップ・決勝 |
| 12. | 2014年9月4日   | デュッセルドルフ、デュッセルドルフ・アレーナ         | アルゼンチン   | 2–4    | 2–4  | 親善試合                      |
| 13. | 2014年11月14日 | ニュルンベルク、フランケンシュタディオン             | ジブラルタル   | 3–0    | 4–0  | UEFA EURO 2016予選            |
| 14. | 2015年6月10日  | ケルン、ラインエネルギーシュタディオン               | アメリカ合衆国 | 1–0    | 1–2  | 親善試合                      |
| 15. | 2015年9月4日   | フランクフルト・アム・マイン、ヴァルトシュタディオン | ポーランド     | 2–0    | 3–1  | UEFA EURO 2016予選            |
| 16. | 2015年9月4日   | フランクフルト・アム・マイン、ヴァルトシュタディオン | ポーランド     | 3–1    | 3–1  | UEFA EURO 2016予選            |
| 17. | 2016年3月29日  | ミュンヘン、アリアンツ・アレーナ                     | イタリア       | 2–0    | 4–1  | 親善試合                      |

## タイトル

### クラブ
ボルシア・ドルトムント
- ブンデスリーガ：2回 (2010-11, 2011-12)
- DFBポカール：2回 (2011-12, 2016-17)

バイエルン・ミュンヘン
- ブンデスリーガ：3回 (2013-14, 2014-15, 2015-16)
- DFBポカール：2回 (2013-14, 2015-16)
- FIFAクラブワールドカップ：(2013)
- UEFAスーパーカップ：(2013)

PSVアイントホーフェン
- KNVBカップ：(2021-22)
- ヨハン・クライフ・スハール ：(2021)

### 代表
U-17ドイツ代表
- UEFA U-17欧州選手権：2009

ドイツ代表
- FIFAワールドカップ：2014

### 個人
- ゴールデンボーイ賞：2011